# Clubsiegel des Science Fiction Club Deutschland
Das Clubsiegel war ein Ende der 1950er Jahre vom Science Fiction Club Deutschland (SFCD) verliehenes Qualitätsmerkmal, das den Ansprüchen des SFCD genügende und als Lektüre für die SFCD-Mitglieder und die deutschen SF-Fans allgemein empfohlene Science-Fiction kennzeichnen sollte.

## Vergabe
Es wurden dabei einerseits einzelne Bände der SF-Heftroman-Reihen Utopia-Großband bzw. Utopia-Krimi ausgezeichnet – die für SFCD-Mitglieder der Beitragsgruppen A und B im Beitrag enthalten waren und zugesandt wurden –, andererseits Werke aus dem Programm der seinerzeit im SF-Bereich tätigen Leihbuchverlage. Letztere wurden großenteils in drei Kategorien eingeteilt, nämlich laut Ankündigung in der Clubzeitschrift Andromeda:
- SF: Romane, deren Inhalt über das Begriffsvermögen der jetzigen Generation hinausgeht und die Sachen und Handlungen beschreiben, die später einmal eintreten können, die jedoch nach dem Stand der heutigen Wissenschaft als unmöglich angesehen werden.
- SPACE OPERA: Romane, die ohne Anspruch auf wissenschaftliche Genauigkeit (wenn möglich aber doch!) ein bekanntes Thema dazu benutzen, im Rahmen einer mehr oder minder spannenden Handlung Raumkriege, interplanetare Differenzen und sonstige Abenteuer zu beschreiben.
- ZUKUNFTSROMANE: Romane, die ein heute bekanntes wissenschaftliches Thema weiter ausbauen und zu ergründen versuchen, wohin diese heutige Wissenschaft einmal führen kann…

Die Verleihung des Siegels erfolgte durch die Literarische Abteilung des SFCD, deren Leiter damals Ernst H. Richter war, der unter den Pseudonymen  William Brown und Ernest Terridge selbst mehrfach als Autor bei den prämierten Büchern vertreten ist.
Ähnliches gilt für den damaligen 1. Vorsitzenden und Geschäftsführer des SFCD Walter Ernsting (aka Clark Darlton), den 2. Vorsitzende Heinz Bingenheimer (aka Henry Bings) und die dem SFCD nahestehenden Autoren W. D. Rohr und K. H. Scheer.
Die prämierten Werke wurden in den Clubnachrichten besprochen und entsprechend gewürdigt. Eine Prämierung auf Antrag eines Verlages scheint möglich oder zumindest ursprünglich vorgesehen gewesen zu sein:

„Den Verlagen, die Wert darauf legen, die Romane, die sie veröffentlichen, mit unserem Clubsiegel auszeichnen zu lassen, ist die Möglichkeit gegeben, sich an uns zu wenden und die Manuskripte zur Prüfung einzureichen. Die Prüfung ist kostenlos, nur wird, falls der Roman geeignet ist, unser Siegel zu führen, eine geringe Anerkennungsgebühr erhoben, die in keinem Verhältnis zu dem Nutzen steht, den der Verlag durch die Führung des Siegels hat, wie erwiesen wurde…“

Die beiden folgenden Abschnitte enthalten die von Wolfgang Thadewald zusammen gestellten Listen der mit dem Clubsiegel des SFCD ausgezeichneten Leihbücher und Utopia-Hefte.

## Leihbuchverlage
| Autor               | Titel                                           | Verlag            | Kategorie       | Jahr    |
| ------------------- | ----------------------------------------------- | ----------------- | --------------- | ------- |
| Brian Berry         | In der Ewigkeit verschollen (The Venom Seekers) | Hönne-Verlag      | Space Opera     | 1957/58 |
| Henry Bings         | Lockende Zukunft (Anthologie)                   | Bewin-Verlag      | ohne Wertung    | 1957    |
| Henry Bings         | Welten in Brand                                 | Hönne-Verlag      | Science Fiction | 1957    |
| Kurt Brand          | Das unmögliche Weltall                          | Steinebach-Verlag | Space Opera     | 1958    |
| Kurt Brand          | Die Zeitspirale                                 | Steinebach-Verlag | Space Opera     | 1958    |
| Kurt Brand          | Raum der schwarzen Sonne                        | Steinebach-Verlag | Space Opera     | 1957/58 |
| Kurt Brand          | Weltraum Zwo Fünf                               | Steinebach-Verlag | Space Opera     | 1957/58 |
| William Brown       | Eropall, ein neuer Planet                       | Bewin-Verlag      | ohne Wertung    | 1956    |
| William Brown       | Herculiden über der Erde                        | Bewin-Verlag      | Zukunftsroman   | 1957    |
| William Brown       | Ruf aus dem All                                 | Bewin-Verlag      | ohne Wertung    | 1956    |
| William Brown       | Untergang der Galaxis                           | Bewin-Verlag      | Space Opera     | 1958    |
| William Brown       | Weltuntergang                                   | Bewin-Verlag      | ohne Wertung    | 1956    |
| H. Kenneth Bulmer   | Welt des Schreckens (Empire of Chaos)           | Bewin-Verlag      | Zukunftsroman   | 1957    |
| Wayne Coover        | Das Geheimnis der schwarzen Sonnenflecken       | Dörner            | Zukunftsroman   | 1955    |
| Wayne Coover        | Im Nebel der Andromeda                          | Dörner            | Science Fiction | 1957    |
| Wayne Coover        | Invasion aus dem Weltall                        | Dörner            | ohne Wertung    | 1956    |
| Wayne Coover        | Meuterei im Weltraumschiff                      | Dörner            | Science Fiction | 1957    |
| Wayne Coover        | Planet im Alpha Centauri                        | Dörner            | Zukunftsroman   | 1956    |
| Clark Darlton       | Überfall aus dem Nichts                         | Zwei Schwalben    | Space Opera     | 1956    |
| Roger Dee           | Das Geheimnis der Würfel (An Earth Gone Mad)    | Hönne-Verlag      | Science Fiction | 1957    |
| Jay Grams           | Und die Sterne verblaßten                       | Wiesemann-Verlag  | Space Opera     | 1958    |
| L. Ron Hubbard      | Gefangen in Raum und Zeit (Return to Tomorrow)  | Hönne-Verlag      | Space Opera     | 1957    |
| A. J. Merak         | Geheimauftrag Andromeda (Dark Andromeda)        | Bewin-Verlag      | Space Opera     | 1957    |
| C. R. Munro         | Er nahm die Erde mit                            | Steinebach-Verlag | Space Opera     | 1957    |
| C. R. Munro         | Gefesselte Planeten                             | Steinebach-Verlag | Space Opera     | 1957/58 |
| Andrew North        | Die Raumschiff-Falle (Sargossa of Space)        | Hönne-Verlag      | Space Opera     | 1956    |
| Jesco von Puttkamer | Der Unheimliche vom anderen Stern               | Dörner            | Science Fiction | 1957    |
| W. D. Rohr          | Planet des Unheils                              | Dörner            | Science Fiction | 1957    |
| K. H. Scheer        | Der unendliche Raum                             | Balowa-Verlag     | Science Fiction | 1957    |
| K. H. Scheer        | Die Fremden                                     | Balowa-Verlag     | Science Fiction | 1957    |
| K. H. Scheer        | Die lange Reise                                 | Balowa-Verlag     | Space Opera     | 1957    |
| K. H. Scheer        | Grenzen der Macht                               | Balowa-Verlag     | Science Fiction | 1956    |
| K. H. Scheer        | Stern der Gewalt                                | Balowa-Verlag     | ohne Wertung    | 1956    |
| K. H. Scheer        | Verweht im Weltenraum                           | Balowa-Verlag     | Space Opera     | 1956    |
| Jürgen vom Scheidt  | Männer gegen Raum und Zeit                      | Wiesemann-Verlag  | Space Opera     | 1958    |
| Ernest Terridge     | Die Eroberung der Erde                          | Hönne-Verlag      | Space Opera     | 1957    |
| Ernest Terridge     | Tödliche Schwarzwolken                          | Hönne-Verlag      | Science Fiction | 1957    |
| E. C. Tubb          | Hölle im Zwielicht (Hell Planet)                | Hönne-Verlag      | Space Opera     | 1957    |

## Utopia-Science-Fiction
| Autor                                          | Titel                                                    | Reihenband         | Jahr |
| ---------------------------------------------- | -------------------------------------------------------- | ------------------ | ---- |
| Leigh Brackett                                 | Das Vermächtnis der Marsgötter (The Sword of Rhiannon)   | Utopia-Großband 46 | 1957 |
| Clark Darlton                                  | Die Zeit ist gegen uns                                   | Utopia-Großband 36 | 1956 |
| Walter Ernsting                                | Und Satan wird kommen                                    | Utopia-Großband 44 | 1956 |
| Walter Ernsting                                | Das ewige Gesetz                                         | Utopia-Großband 47 | 1957 |
| Walter Ernsting                                | Raum ohne Zeit                                           | Utopia-Großband 51 | 1957 |
| Walter Ernsting                                | Die Schwelle zur Ewigkeit                                | Utopia-Großband 54 | 1957 |
| Volkhard S. Ch. Erl [= Volkhard August Scherl] | Fora I                                                   | Utopia-Großband 55 | 1957 |
| Hugo Gernsback                                 | Ralph 123 C 41 plus (Ralph 124 C 41 +)                   | Utopia-Großband 52 | 1957 |
| E(dna) Mayne Hull                              | Sterne der Macht (Planets for Sale)                      | Utopia-Großband 42 | 1956 |
| Raymond F. Jones                               | Insel zwischen den Sternen (The Island Earth)            | Utopia-Großband 37 | 1956 |
| John D(ann) MacDonald                          | Planet der Träumer (Wine of The Dreamers)                | Utopia-Großband 39 | 1956 |
| Abraham Merritt                                | Die Puppen der Madame Mandilip (Burn Witch, Burn!)       | Utopia-Kriminal 12 | 1956 |
| Andre Norton                                   | Terra (The Stars are ours (Part I: Terra))               | Utopia-Großband 31 | 1956 |
| Andre Norton                                   | Ad Astra (The Stars are ours (Part II: Ad Astra))        | Utopia-Großband 33 | 1956 |
| Andre Norton                                   | Weltraum-Ranger greifen ein (Star Rangers)               | Utopia-Großband 41 | 1956 |
| Eric Frank Russell                             | So gut wie tot (Call Him Dead)                           | Utopia-Kriminal 13 | 1957 |
| Eric Frank Russell                             | Agenten der Venus (Sentinels of Space)                   | Utopia-Kriminal 22 | 1957 |
| A(lfred) E(lton) van Vogt                      | Die Schatten (Universe Maker)                            | Utopia-Großband 48 | 1957 |
| A(lfred) E(lton) van Vogt                      | Unternehmen Milchstraße (The Voyage of the Space Beagle) | Utopia-Großband 50 | 1957 |
| Jack Williamson                                | Zweimal ging die Welt unter (Dome around America)        | Utopia-Großband 43 | 1956 |
| Jack Williamson                                | Wächter des Alls (The Legion of Space)                   | Utopia-Großband 53 | 1957 |
| Donald A. Wollheim                             | Das Geheimnis der Saturnringe (Secret of Saturn’s Rings) | Utopia-Großband 45 | 1956 |
| Donald A. Wollheim                             | Das Marsrätsel (Secret of the Martian Moons)             | Utopia-Kriminal 21 | 1957 |